# Vuurjuffer
De vuurjuffer (Pyrrhosoma nymphula) is een libel van de familie van de waterjuffers. Het is een van de weinige juffers die grotendeels rood gekleurd zijn. De wetenschappelijke naam van de soort werd in 1776 als Libellula nymphula gepubliceerd door Johann Heinrich Sulzer.

## Beschrijving

### Imago
De vuurjuffer is, met een lengte tot 36 millimeter, een grote juffer. Het abdomen van beide geslachten van de vuurjuffer (imago) is opvallend rood, maar bij de mannetjes hebben enkel de laatste segmenten donkere banden, bij de vrouwtjes zijn alle segmenten zwart getekend. Het borststuk is donker met een rode of (bij de vrouwtjes) donkergele schouderstreep. De poten zijn zwart.
Het pterostigma is langer dan breed, ongeveer 1,5 vleugelcel lang, en zwart gekleurd.

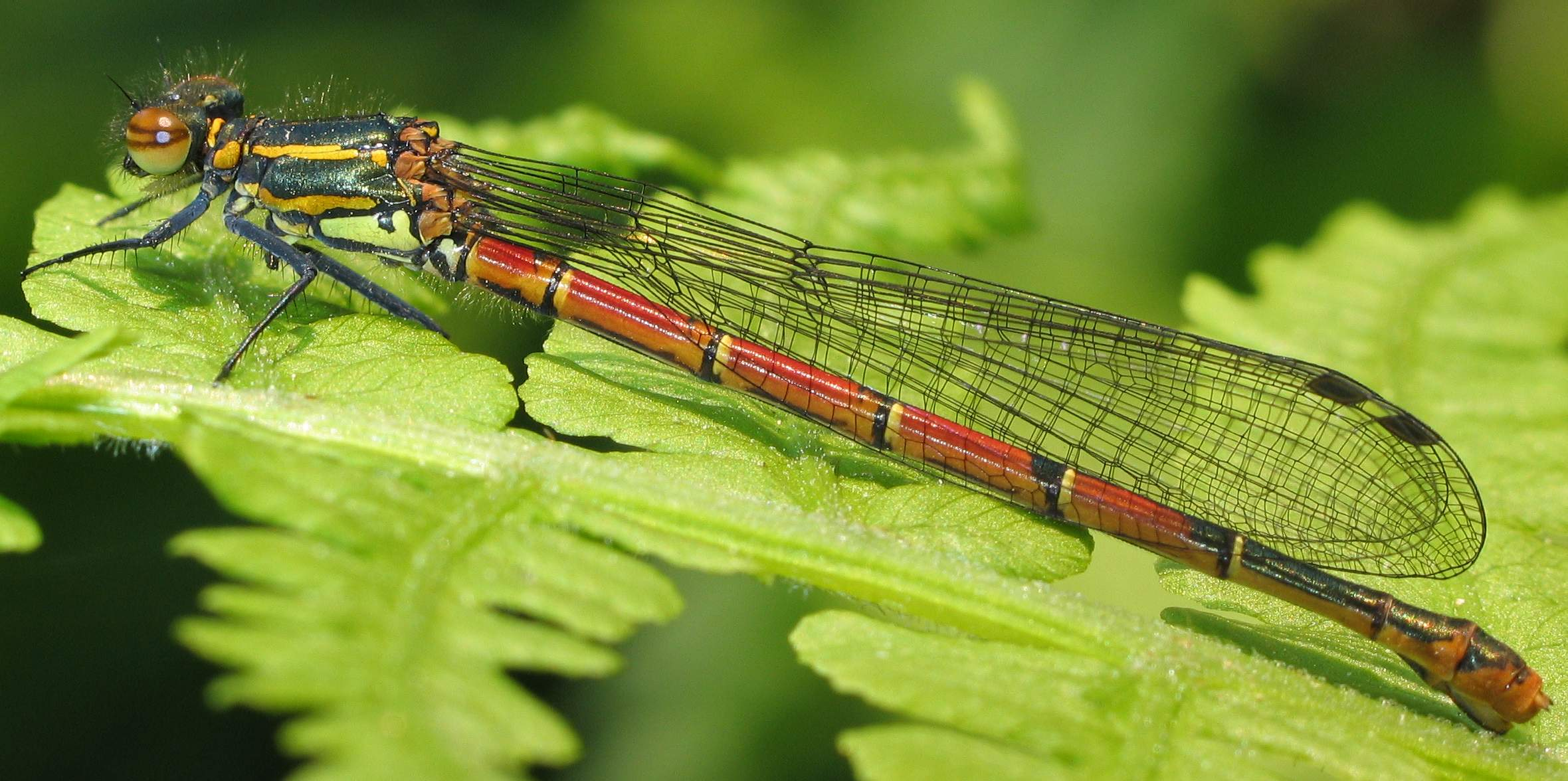
Vrouwtje vuurjuffer met gele schouderstreep, Hamburg (Duitsland)
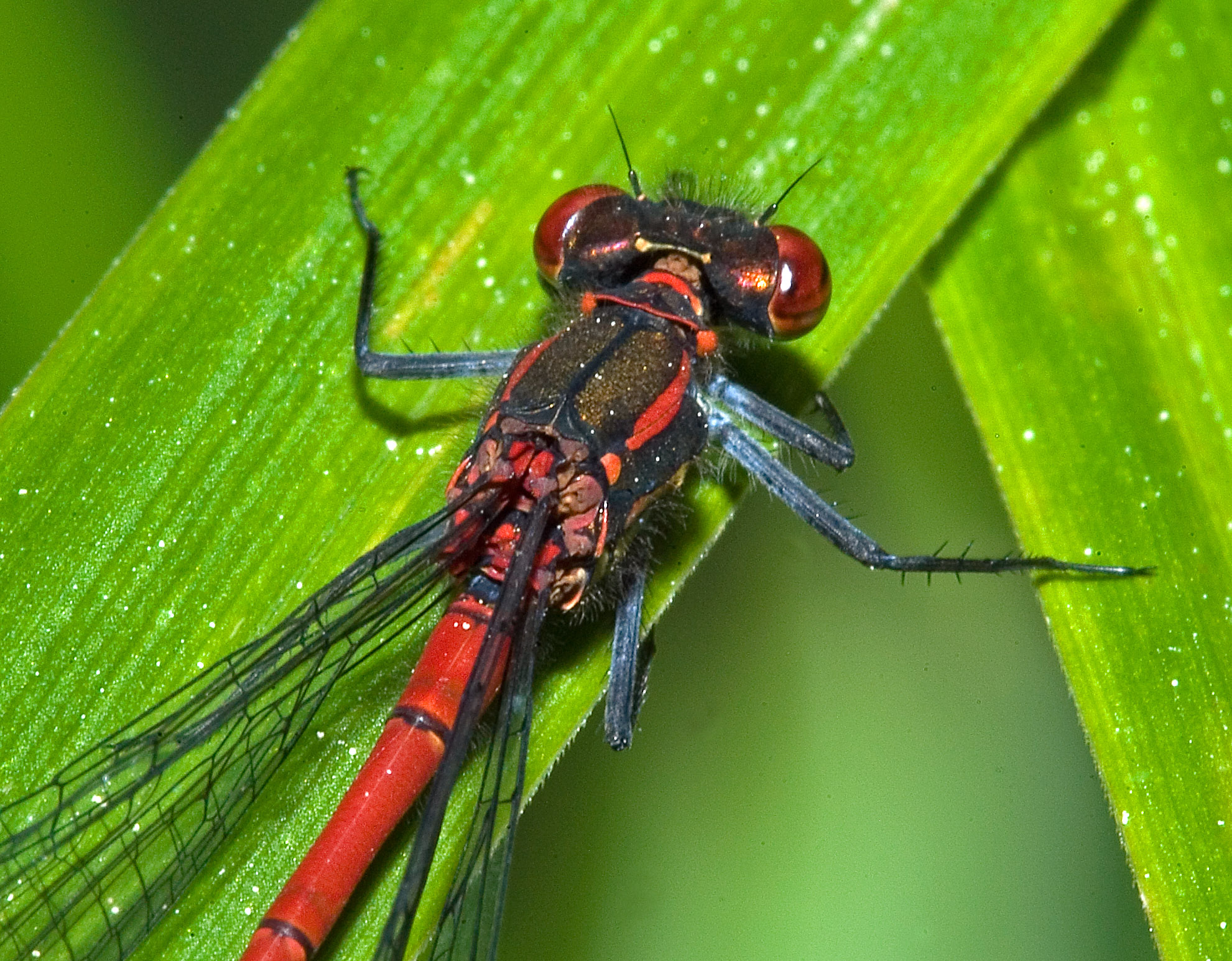
Detail mannetje vuurjuffer, Graz (Oostenrijk)
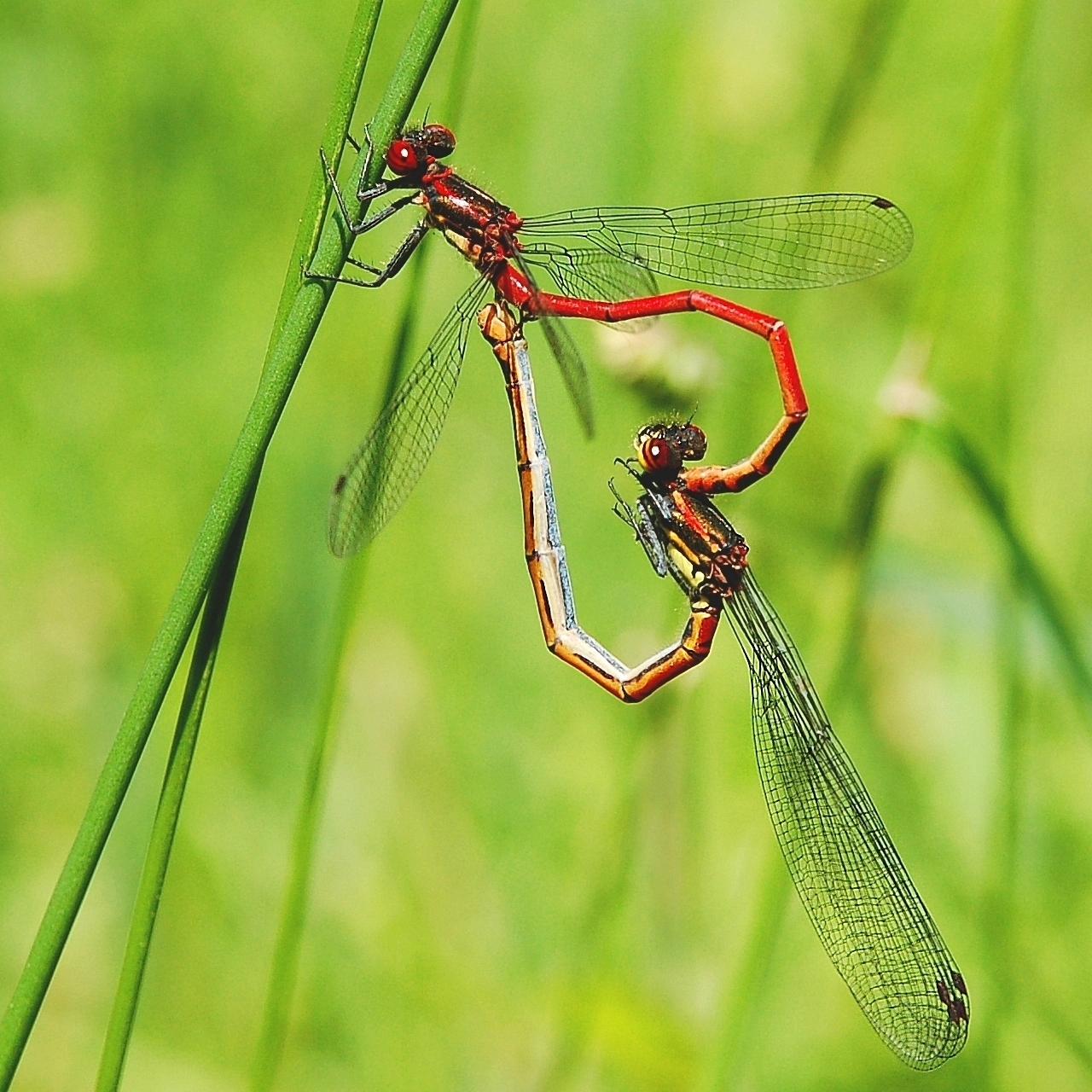
Vuurjuffers in paringswiel, Ciney (België)

### Larve
De larve van de vuurjuffer is te herkennen aan de X-vormige donkere vlek op de staartlamellen. In tegenstelling tot de meeste waterjuffers, zijn die staartlamellen echter niet in twee delen verdeeld.

## Vliegtijd
De soort vliegt vooral in april tot juni, met mei als piekmaand.

## Gedrag en voortplanting
De eieren worden afgezet in stengels van drijvende waterplanten. De dieren vormen een paringswiel of paringsrad bij de paring en een tandem bij de eileg. Het vrouwtje boort met haar legboor gaatjes in de stengel, en plaatst vervolgens in ieder gaatje een eitje.

## Habitat
De vuurjuffer is een weinig eisende soort wat het voortplantingsbiotoop betreft. Ze is tevreden met stilstaand of licht stromend water, zoals beken, poelen, (tuin)vijvers, laagveengebieden, ze is ook niet veeleisend voor wat betreft de waterplanten waarop ze haar eieren legt.

## Verspreiding en voorkomen
De soort komt voor in heel Europa behalve in het uiterste noorden, tot in Midden-Azië. In België is ze algemeen in de Kempen, in Nederland op de hoge zandgronden.

## Verwante en gelijkende soorten

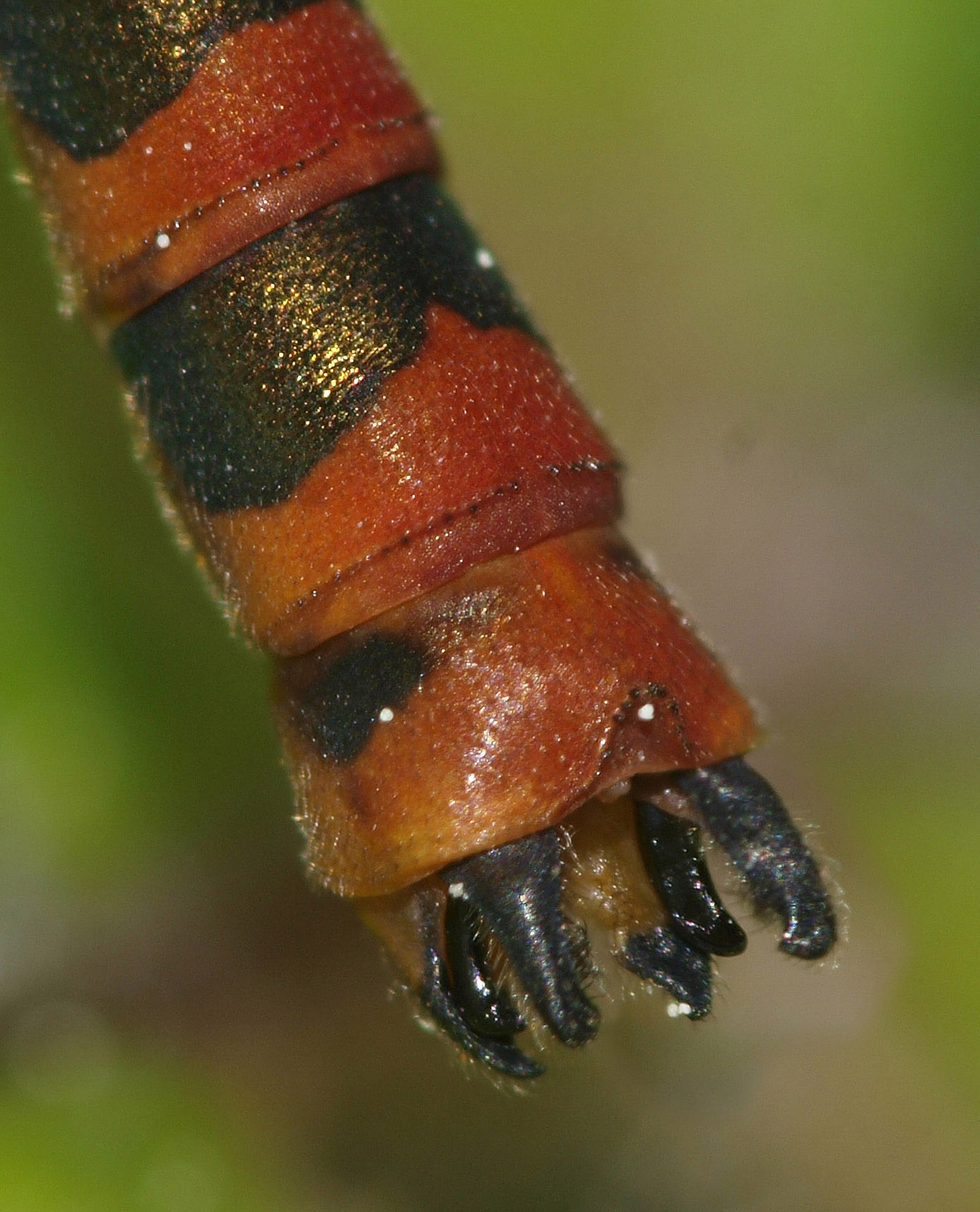
Aanhangsels mannetje

De vuurjuffer heeft geen nauwe verwanten binnen hetzelfde geslacht in België en Nederland. In Griekenland en Albanië leeft de sterk gelijkende soort Griekse vuurjuffer (Pyrrhosoma elisabethae), die door sommige auteurs als ondersoort wordt beschouwd. Op de foto hiernaast zijn de mannelijke aanhangsels van de vuurjuffer te zien, bij de Griekse vuurjuffer zijn de onderste aanhangsels langer dan de bovenste, terwijl de zwarte haak op het onderste aanhangsel half zo lang is als die van de vuurjuffer.
Door haar rode kleur is er slechts verwarring mogelijk met één andere soort, de koraaljuffer (Ceriagrion tenellum). Deze heeft echter rode poten.

## Bedreigingen en Bescherming
De vuurjuffer is algemeen en wordt gekenmerkt op de Belgische Rode Lijst (libellen) als 'niet bedreigd'. Ze wordt niet vermeld op de Nederlandse Rode Lijst (libellen).